# Выборы в ландтаг Шлезвиг-Гольштейна (2012)
Выборы в Ландтаг Шлезвиг-Гольштейна 18-го созыва состоялись 6 мая 2012 года. Их проведение стало необходимым после постановления Конституционного суда федеральной земли от 30 августа 2010 года.

## Предвыборная ситуация
Выборы в Ландтаг Шлезвиг-Гольштейна 17-го созыва прошли 27 сентября 2009 года одновременно с выборами в Бундестаг. Эти выборы ознаменовались конфронтацией между партнерами по большой коалиции, ХДС и СДПГ, что вылилось в соответствующие успехи для менее крупных партий. ХДС и СДП вместе набрали 46,4% голосов, другие партии в Ландтаге (СДПГ, Зелёные, Левые и Союз южношлезвигских избирателей) в общей сложности набрали 48,1% голосов. Тем не менее, коалиция между ХДС и СДП имела большинство в Ландтаге (48 из 95 мест), в основном из-за 11 накладных мандатов от ХДС. Однако распределение компенсационных мандатов между другими партиями не было четко регламентировано законом федеральной земли о выборах. 16 октября 2009 года избирательная комиссия федеральной земли приняла решение об официальном толковании этого закона, согласно которому устанавливалось 14 компенсационных мандатов, большинство из которых получили ХДС и СДП. Зелёные и СЮИ подали в Конституционный суд федеральной земли иск против распределения мандатов согласно итогам выборов, Левые присоединились к нему после первого заседания нового состава Ландтага. В своем решении от 30 августа 2010 года суд постановил, что закон о выборах федеральной земли был неконституционным из-за неравного распределения голосов и возможности значительного превышения максимального количества депутатов, предусмотренного конституцией. Закон о выборах должен был быть изменен до 31 мая 2011 года, а новый Ландтаг должен был быть избран не позднее 30 сентября 2012 года. Однако было сохранено прежнее распределение мест в Ландтаге, избранном в 2009 году.

## Избиратели и предвыборная кампания

### Избиратели, имеющие право голоса
К голосованию на выборах было допущено около 2 240 000 избирателей, имеющих право голоса, их число выросло на 19 000 по сравнению с 2009 годом. Это число было наибольшим с момента первых выборов в Ландтаг в 1947 году. 76 000 избирателей проголосовали впервые.

### Агитация
ХДС и его молодежная организация Молодежный союз развернули агитацию против так называемого «датского светофора» (коалиции между СДПГ, Зелёными и СЮИ) во время избирательной кампании. СДПГ вывесила 32 000 плакатов, примерно на половине из которых был изображен Торстен Альбиг, лидер фракции социал-демократов. На своих предвыборных плакатах Зелёные изображали в первую очередь лидера фракции Роберта Хабекка, в то же время на них критиковалась предвыборная реклама СДП, поскольку их фракция рассылала прямую почтовую рассылку. Однако прямо не говорилось, что это реклама СДП. Пиратская партия вывесила в общей сложности 18 000 предвыборных плакатов. Свободные избиратели и Партия семей Германии представляли себя избирателям альтернативой ХДС и СДП.
Во Фленсбурге была одна агитационная особенность: партиям было разрешено размещать рекламу только на нескольких официально выделенных участках, одобренных властями города. Еще одна особенность существовала в Северной Фризии, где предвыборные плакаты официально не использовались уже около 40 лет. Отделение СДПГ на Фёре впервые отказалось от этой традиции и развесило шесть предвыборных плакатов на территории острова.

### Интернет
В дополнение к сайту с информацией о выборах Wahl-O-Mat, который использовался почти 250 000 раз, на веб-сайтах PESM, посвященных выборам в Ландтаг, действовали биржи ставок для прогнозирования результатов партий, в которых приняли участие в общей сложности около 1500 человек.
Кроме того, сайт abgeordnetenwatch.de снова провел прямой опрос о поддержке партий, представленных на выборах.

### СМИ
2 мая 2012 года на телевидении NDR состоялась телевизионные дебаты с участием лидеров фракций двух основных партий, Йостом де Ягером (ХДС) и Торстеном Альбигом (СДПГ), за которым, по данным NDR, только в Шлезвиг-Гольштейне наблюдали около 80 000 зрителей. Независимо от этого, в тот же день состоялись телевизионные дебаты с лидерами фракций малых партий, представленных в Ландтаге, Вольфгангом Кубикки (СДП), Робертом Хабекком (Зелёные), Анке Споорендонк (СЮИ) и Антье Янсен (Левые).

## Избирательные округа
Чтобы выполнить требования, прописанные в конституции федеральной земли, парламентские фракции ХДС, СДПГ и СДП весной 2011 года согласовали поправку к конституции и закону о выборах. Ландтаг принял соответствующий закон 29 марта 2011 года. Размер Ландтага в 69 мандатов, ранее стандартизированный в статье 10 конституции, был прописан в законе о выборах. Вместо прежних 40 сейчас один прямой кандидат избирался в 35 округах. Излишки мандатов, возникающие в результате множества прямых мандатов, по сравнению с долей, рассчитанной на основе вторых голосов, полностью компенсируются. Вместо прежних 25 в округах теперь может быть только на 20% больше избирателей, чем в среднем по округу. Право двух голосов было сохранено. Изменена система распределения мест. Вместо прежнего метода Д’Ондта места теперь распределяются в соответствии с принципом распределения по Сент-Лагю. Если бы метод Д’Ондта применялся без изменений, ХДС получил бы на одно место больше, а Зелёные на одно место меньше.
Пятипроцентный барьер применяется к партиям, участвующим в выборах. В результате декларации между Бонном и Копенгагеном политические организации, принадлежащие к датскому меньшинству, освобождены от этого, как и в случае с Союзом южношлезвигских избирателей.

## Партии и лидеры фракций
Следующие партии были допущены к выборам в Ландтаг:
| Партия                                    | Сокращение | Кол-во членов | % на выборах (2009) | Прямые кандидаты | Лидер фракции     |
| ----------------------------------------- | ---------- | ------------- | ------------------- | ---------------- | ----------------- |
| Христианско-демократический союз Германии | ХДС        | 24.000        | 31,5 %              | 35               | Йост де Ягер      |
| Социал-демократическая партия Германии    | СДПГ       | 19.000        | 25,4 %              | 35               | Торстен Альбиг    |
| Свободная демократическая партия          | СДП        | 2.280         | 14,9 %              | 35               | Вольфганг Кубикки |
| Союз 90 / Зелёные                         | Зелёные    | 2.074         | 12,4 %              | 35               | Роберт Хабекк     |
| Левые                                     | Левые      | 987           | 6,0 %               | 35               | Антье Янсен       |
| Союз южношлезвигских избирателей          | СЮИ        | 3.900         | 4,3 %               | 11               | Анке Споорендонк  |
| Пиратская партия                          | Пираты     | 901           | 1,8 %               | 34               | Торге Шмидт       |
| Свободные избиратели                      | СИ         | 65            | 1,0 %               | 0                | Вольфган Варвел   |
| Национал-демократическая партия Германии  | НДПГ       | 220           | 0,9 %               | 5                | Йенс Лютке        |
| Партия семей Германии                     | ПСГ        | 108           | 0,8 %               | 0                | Маттиас Кортюм    |
| Морской союз Германии                     | МСГ        | 78            | —                   | 0                | Конрад Фишер      |

Партии, не представленные в Ландтаге, должны были собрать 1 000 подписей. Список партии Die PARTEI не был утвержден, но был представлен кандидатами в двух округах.

### Кандидаты по избирательным округам
ХДС, СДПГ, Союз 90 / Зелёные, СДП и Левые выставили кандидатов на прямые выборы во всех 35 избирательных округах. Прямые кандидаты от СЮИ баллотировались в 11 округах.
Среди партий, не представленных в Ландтаге, только Пиратская партия в больших масштабах выдвигала кандидатов по округам. Они были представлены во всех округах, за исключением округа 18 (Восточный Гольштейн-Север).
У НДПГ были прямые кандидаты в пяти округах. «Die PARTEI», которая не была указана в едином избирательном списке, выставила прямых кандидатов в двух округах. Остальные партии выставили кандидатов только в единый избирательный список.
Также было пять беспартийных кандидатов, двое из них в округе 3 (Фленсбург) и по одному в округах 2 (Хузум), 17 (Плён-Юг/Ойтин) и 21 (Штайнбург-Ост).

### Кандидаты в премьер-министры

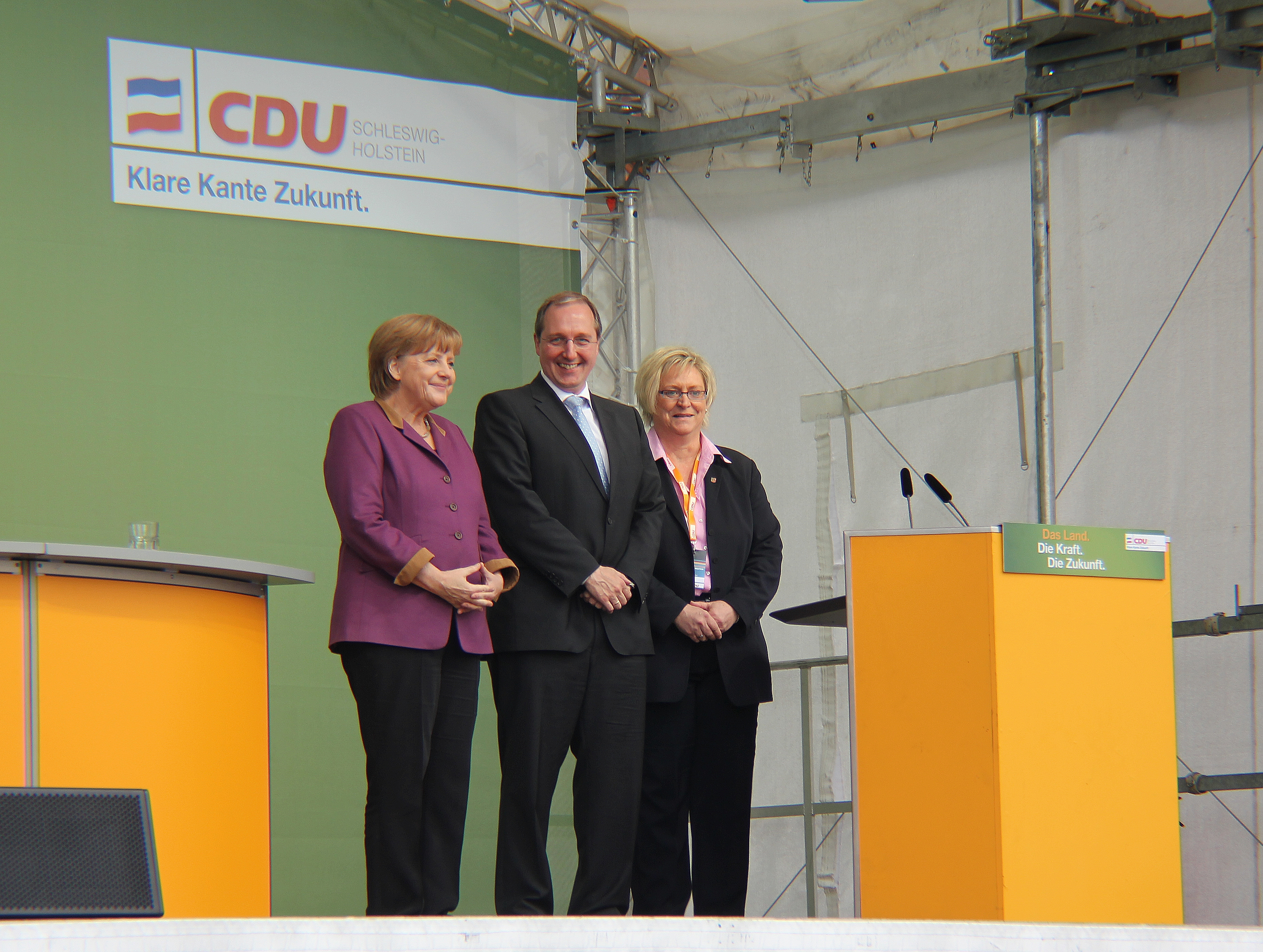
Ангела Меркель и Йост де Ягер, а также Сюзанна Херольд во Фленсбурге перед выборами в Ландтаг

На партийной конференции 6 мая 2011 года в Нордерштедте ХДС первоначально выдвинул в качестве лидера фракции Кристиана фон Боэттихера после того, как действующий премьер-министр Петер Харри Карстенсен объявил осенью 2010 года, что больше не будет баллотироваться на этот пост. Фон Боэттихер отозвал свою кандидатуру 14 августа 2011 года после того, как стало известно о его интимных отношениях с 16-летней школьницей. 16 августа 2011 года земельный исполнительный орган ХДС выдвинул нынешнего министра экономики Йоста де Ягера новым лидером фракции на выборах. 4 ноября 2011 года он был избран лидером фракции на партийной конференции ХДС. Де Ягер был первым кандидатом на пост премьер-министра в истории федеральной земли Шлезвиг-Гольштейн, который не получил мандата в Ландтаге, поскольку он баллотировался только в одном месте в избирательном списке, а ХДС мог направить только 22 своих прямых кандидатов в Ландтаг.
СДПГ выбрала обер-бургомистра Киля Торстена Альбига в качестве лидера фракции. Он победил на партийном съезде, набрав 57,2% голосов (против 32,2% у действующего председателя земельного отделения СДПГ Ральфа Штегнера, 9,1% у бургомистра Эльмсхорна Бригитты Фронцек и 1,3% у Маттиаса Штайна. Выборам лидера фракции предшествовал процесс подачи заявок, в ходе которого было проведено 16 публичных собраний во всех районах и городах федеральной земли. В них также могли принять участие гости, у которых не было партийного билета СДПГ.

## Предвыборные опросы
Предвыборные опросы уже предсказывали соперничество между правящей ХДС и оппозиционной СДПГ. Соответственно, небольшие уступки прогнозировались для ХДС, а для СДПГ — значительный рост. СДП, долгое время опасавшаяся неудачи на выборах, сделала последний рывок в своей избирательной кампании и преодолела пятипроцентный барьер, несмотря на значительную потерю голосов. Согласно прогнозам Зелёные и СЮИ были близки к своим результатам на предыдущих выборах. Исследование общественного мнения предсказывало явное проникновение в Ландтаг Пиратской партии.
По воскресным опросам о том, за какую партию проголосовали бы жители Шлезвиг-Гольштейна, если бы в воскресенье были выборы в Ландтаг, опросы показали следующие результаты согласно индивидуальным опросам:
| Источник                | Дата       | ХДС  | СДПГ | СДП | Зелёные | Левые | СЮИ   | Пираты | Прочие |
| ----------------------- | ---------- | ---- | ---- | --- | ------- | ----- | ----- | ------ | ------ |
| GMS                     | 02.05.2012 | 32 % | 33 % | 6 % | 12 %    | 2 %   | 4 %   | 8 %    | 3 %    |
| Forschungsgruppe Wahlen | 27.04.2012 | 31 % | 31 % | 7 % | 12,5 %  | 2,5 % | 4 %   | 9 %    | 3 %    |
| Infratest dimap         | 26.04.2012 | 30 % | 32 % | 6 % | 13 %    | 2,5 % | 4,5 % | 9 %    | 3 %    |
| Infratest dimap         | 19.04.2012 | 31 % | 32 % | 5 % | 13 %    | 2 %   | 4 %   | 10 %   | 3 %    |
| Infratest dimap         | 12.04.2012 | 32 % | 32 % | 4 % | 12 %    | 3 %   | 4 %   | 11 %   | 2 %    |
| Infratest dimap         | 29.03.2012 | 34 % | 32 % | 4 % | 15 %    | 4 %   | 4 %   | 5 %    | 2 %    |
| Infratest dimap         | 16.03.2012 | 34 % | 33 % | 4 % | 15 %    | 3 %   | 4 %   | 5 %    | 2 %    |
| Forsa                   | 05.03.2012 | 35 % | 35 % | 2 % | 13 %    | 3 %   | 4 %   | 5 %    | 3 %    |
| Infratest dimap         | 17.02.2012 | 33 % | 33 % | 3 % | 16 %    | 3 %   | 3 %   | 5 %    | 4 %    |
| Emnid                   | 20.01.2012 | 34 % | 32 % | 4 % | 15 %    | 3 %   | 3 %   | 7 %    | 2 %    |
| Forsa                   | 18.11.2011 | 33 % | 32 % | 3 % | 17 %    | 3 %   | 3 %   | 6 %    | 3 %    |
| Infratest dimap         | 28.09.2011 | 30 % | 34 % | 3 % | 21 %    | 2 %   | 3 %   | 4 %    | 3 %    |
| Forsa                   | 17.08.2011 | 30 % | 32 % | 4 % | 19 %    | 4 %   | 4 %   | –      | 7 %    |
| Infratest dimap         | 17.05.2011 | 33 % | 31 % | 4 % | 22 %    | 2 %   | 4 %   | 1 %    | 3 %    |

На вопрос, за какую кандидатуру премьер-министра жители Шлезвиг-Гольштейна отдали бы свой голос, опросы общественного мнения показали следующие результаты:
| Источник                | Дата       | Йост де Ягер (ХДС) | Торстен Альбиг (СДПГ) |
| ----------------------- | ---------- | ------------------ | --------------------- |
| Forschungsgruppe Wahlen | 06.05.2012 | 30 %               | 42 %                  |
| Infratest dimap         | 06.05.2012 | 32 %               | 57 %                  |
| Forschungsgruppe Wahlen | 27.04.2012 | 29 %               | 44 %                  |
| Infratest dimap         | 26.04.2012 | 27 %               | 49 %                  |
| Infratest dimap         | 19.04.2012 | 32 %               | 56 %                  |
| Infratest dimap         | 12.04.2012 | 31 %               | 53 %                  |
| Infratest dimap         | 29.03.2012 | 33 %               | 49 %                  |
| Infratest dimap         | 17.02.2012 | 29 %               | 45 %                  |
| Infratest dimap         | 28.09.2011 | 27 %               | 45 %                  |
| Forsa                   | 17.08.2011 | 30 %               | 34 %                  |

На вопрос, какую коалицию предпочитают жители Шлезвиг-Гольштейна, опросы показали следующие результаты:
| Источник        | Дата       | СДПГ/Зелёные | Большая коалиция | СДПГ | ХДС/СДП | ХДС/Зелёные | ХДС |
| --------------- | ---------- | ------------ | ---------------- | ---- | ------- | ----------- | --- |
| Infratest dimap | 17.02.2012 | 28 %         | 22 %             | 1 %  | 9 %     | 6 %         | 2 % |
| Infratest dimap | 28.09.2011 | 32 %         | 17 %             | 3 %  | 7 %     | 9 %         | 3 % |
| Infratest dimap | 28.09.2010 | 28 %         | 12 %             | 1 %  | 12 %    | 7 %         | 4 % |

## Вечер выборов
Первые прогнозы ARD (Infratest dimap) и ZDF (Forschungsgruppe Wahlen) в 18:00 показали, что ХДС идет на уровне 30,5%, СДПГ — между 29,5 и 30,5%, СДП — 8,5%, Зелёные — между 13 и 14%, Левые — 2,5%, СЮИ — 4,5 процента и пираты — от 8 до 8,5%. Исходя из этого, оба канала распределили места в Ландтаге следующим образом: по 22 места — у ХДС и СДПГ, 9 — у Зелёных, по 6 мест — у СДП и пиратов и 3 места — у СЮИ, это распределение мест не должно измениться в прогнозах на весь вечер. Оно было подтверждено предварительным официальным окончательным результатом. Только Kiel TV предположило, что у СЮИ будет 4 места в Ландтаге за счет мест Зелных на основе данных, опубликованных Государственным статистическим управлением.
Высокая доля СДП в голосовании по сравнению с последними опросами, в которых СДП набирала от 6 до 7%, объяснялась в первую очередь «эффектом Кубикки» (73 % по данным Infratest dimap). Лидер фракции СДП Вольфганг Кубикки, который очень популярен в федеральной земле Шлезвиг-Гольштейн, набрал на выборах лидера фракции 54% голосов (по сравнению с 18% у Филиппа Рёслера, тогдашнего председателя земельного отделения партии). Кроме того, большинство жителей Шлезвиг-Гольштейна воспринимали СДП как партию, отличную от федеральной СДП (63%). По всей стране, во время выборов в Шлезвиг-Гольштейне, СДП набирала всего от 3 до 5% в опросах; партия ранее не смогла попасть в 6 земельных ландтагов подряд.
Несмотря на получение пяти процентных пунктов голосов, лидер фракции СДПГ, Торстен Альбиг, был разочарован результатом СДПГ, так как он стремился получить долю голосов около 40%. Альбиг и лидеры фракций Зелёных и СЮИ Роберт Хабекк и Анке Споорендонк вечером подчеркнули, что они планируют формировать совместную коалицию, так называемый «датский светофор», несмотря на желание преодолеть порог в один голос, к которому продолжали стремиться. Торге Шмидт, лидер фракции пиратов, объявил вечером по телевидению NDR, что Пиратская партия, возможно, поддержит «датский светофор» в зависимости от обсуждений с его участниками.
Лидер фракции ХДС Йост де Ягер предложил СДПГ, СДП и Зелёным переговоры о формировании жизнеспособного и стабильного правительства, предложение, которое не приветствовалось ни СДПГ и Зелеными, ни предыдущим партнером по коалиции, СДП. Сам де Ягер не получил мандат в Ландтаге на выборах, потому что ХДС напрямую выиграл свои 22 мандата, и потому список от ХДС, в котором он занимал одно места, не играл никакой роли.

## Результаты выборов
| Партия      | Первые голоса | %     | Вторые голоса | %     | Изменение в % (с 2009 годом) | Прямые мандаты | Мест |
| ----------- | ------------- | ----- | ------------- | ----- | ---------------------------- | -------------- | ---- |
| ХДС         | 485.709       | 36,8  | 408.637       | 30,8  | ▼0,7                         | 22             | 22   |
| СДПГ        | 472.752       | 35,8  | 404.048       | 30,4  | ▲5,0                         | 13             | 22   |
| Зелёные     | 139.888       | 10,6  | 174.953       | 13,2  | ▲0,8                         | 0              | 10   |
| СДП         | 56.493        | 4,3   | 108.953       | 8,2   | ▼6,7                         | 0              | 6    |
| Пираты      | 97.335        | 7,4   | 108.902       | 8,2   | ▲6,4                         | 0              | 6    |
| СЮИ         | 32.565        | 2,5   | 61.025        | 4,6   | ▲0,3                         | 0              | 3    |
| Левые       | 32.090        | 2,4   | 29.900        | 2,3   | ▼3,7                         | 0              | 0    |
| ПСГ         | —             | —     | 12.758        | 1,0   | ▲0,2                         | 0              | 0    |
| НДПГ        | 1.503         | 0,1   | 9.832         | 0,7   | ▼0,2                         | 0              | 0    |
| СИ          | —             | —     | 7.823         | 0,6   | ▼0,4                         | 0              | 0    |
| МСГ         | —             | —     | 1.621         | 0,1   | ▲0,1                         | 0              | 0    |
| Die PARTEI  | 467           | 0,0   | —             | —     | —                            | 0              | 0    |
| Независимые | 1.408         | 0,1   | —             | —     | —                            | 0              | 0    |
| Всего       | 1.320.210     | 100,0 | 1.328.452     | 100,0 |                              | 35             | 69   |

Явка избирателей снизилась на 13,4 процентных пункта до 60,2%. СДП на 51 голос опередила Пиратскую партию, что имеет значение при формировании комитетов Ландтаг. Имея 0,96%, Партия семей Германии не набрала даже применимый барьер в один процент, чтобы получить средства от государства для возмещения затрат на избирательную кампанию. Недостающие 0,04% соответствуют менее чем 500 избирателям.

## Переговоры по коалиции
После успешных предварительных переговоров состоялись коалиционные переговоры по «датскому светофору» со стороны СДПГ, Зелёных и СЮИ. После завершения переговоров по коалиции Торстен Альбиг (СДПГ) был избран премьер-министром, набрав 37 из 69 голосов. Он получил как минимум два голоса из рядов оппозиции, так как правительственные фракции насчитывали всего 35 человек.